# Forest Lake (Queensland)
Forest Lake is een plaats in de Australische deelstaat Queensland en telt 21.005 inwoners (2006). De Nederlandse vertaling van de naam is de meer in het bos.